# Championnats d'Asie d'athlétisme 1995
Navigation
Les 11e Championnats d'Asie d'athlétisme se sont déroulés à Djakarta, en Indonésie en 1995. 

## Résultats

### Hommes
| Event | Or                                    | Or                  | Argent                              | Argent              | Bronze                                          | Bronze              |
| --- | ------------------------------------- | ------------------- | ----------------------------------- | ------------------- | ----------------------------------------------- | ------------------- |
| 100 m | Lin Wei Chine                         | 10 s 34             | Anvar Kuchmuradov Ouzbékistan       | 10 s 43             | Yoshitaka Ito Japon                             | 10 s 45             |
| 200 m | Abdulaziz Mattar Bahreïn              | 20 s 76 NR          | Huang Danwei Chine                  | 20 s 79             | Jun Osakada Japon                               | 21 s 20             |
| 400 m | Ibrahim Ismail Muftah Qatar           | 44 s 96             | Son Ju-Il Corée du Sud              | 46 s 03             | Sugath Tillakaratne Sri Lanka                   | 46 s 21             |
| 800 m | Kim Yong-hwan Corée du Sud            | 1 min 50 s 05       | Mohamed Suleiman Qatar              | 1 min 50 s 05       | Song Mingyou Chine                              | 1 min 50 s 30       |
| 1500 m | Mohamed Suleiman Qatar                | 3 min 41 s 33       | Song Mingyou Chine                  | 3 min 42 s 79       | Kim Soon-Hyung Corée du Sud                     | 3 min 45 s 08       |
| 5000 m | Saad Shadad Al-Asmari Arabie saoudite | 14 min 01 s 43      | Marly Sopyev Turkménistan           | 14 min 02 s 07      | Xia Fengyuan Chine                              | 14 min 07 s 99      |
| 10 000 m | Marly Sopyev Turkménistan             | 30 min 04 s 87      | Xia Fengyuan Chine                  | 30 min 05 s 02      | Ahmed Ibrahim Warsama Qatar                     | 30 min 06 s 68      |
| 3000 m steeple | Saad Shadad Al-Asmari Arabie saoudite | 8 min 24 s 08       | Jamal Abdi Hassan Qatar             | 8 min 41 s 99       | Hamid Sajjadi Iran                              | 8 min 42 s 80       |
| 110 m haies | Chen Yanhao Chine                     | 13 s 65             | Takahiro Matsuhisa Japon            | 13 s 92             | Nur Herman Majid Malaisie                       | 13 s 99             |
| 400 m haies | Mubarak Al-Nubi Qatar                 | 50 s 17             | Hideaki Kawamura Japon              | 50 s 45             | Ali Ismail Doka Qatar                           | 50 s 73             |
| 20 km marche | Li Mingcai Chine                      | 1 h 23 min 58 s 8 t | Yuriy Gordeyev Kazakhstan           | 1 h 32 min 30 s 9 t | Govindasamy Saravanan Malaisie                  | 1 h 35 min 39 s 6 t |
| 4 × 100 m | Chine                                 | 39 s 49             | Thaïlande                           | 39 s 85             | Qatar                                           | 40 s 16             |
| 4 × 400 m | Qatar                                 | 3 min 05 s 78       | Japon                               | 3 min 06 s 16       | Sri Lanka                                       | 3 min 07 s 87       |
| Saut en hauteur | Lee Jin-Taek Corée du Sud             | 2,26 m              | Xu Yang Chine                       | 2,26 m              | Loo Kum Zee Malaisie                            | 2,19 m              |
| Saut à la perche | Hideyuki Takei Japon                  | 5,30 m              | Kim Chul-Kyun Corée du Sud          | 5,30 m              | Fumiaki Kobayashi Japon                         | 5,10 m              |
| Saut en longueur | Huang Geng Chine                      | 8,26 m              | Chao Chih-Kuo Modèle:Taïpei chinois | 7,99 m w            | Abdulrahman Al-Nubi Qatar                       | 7,87 m              |
| Triple saut | Zheng Zizhi Chine                     | 16,78 m             | Aleksey Fatyanov Azerbaïdjan        | 16,68 m             | Vasif Asadov Azerbaïdjan                        | 16,53 m             |
| Lancer du poids | Bilal Saad Mubarak Qatar              | 18,87 m             | Sergey Rubtsov Kazakhstan           | 18,66 m             | Shakti Singh Inde                               | 18,07 m             |
| Lancer du disque | Ma Wei Chine                          | 58,44 m             | Roman Poltoratskiy Ouzbékistan      | 57,36 m             | Vadim Popov Ouzbékistan                         | 56,30 m             |
| Lancer du marteau | Bi Zhong Chine                        | 70,30 m             | Koji Murofushi Japon                | 69,24 m             | Vitaliy Khozatelev Ouzbékistan                  | 68,22 m             |
| Lancer du javelot | Zhang Lianbiao Chine                  | 79,60 m             | Viktor Zaytsev Ouzbékistan          | 75,68 m             | Sergey Voynov Ouzbékistan                       | 73,46 m             |
| Décathlon | Hitoshi Maruono Japon                 | 7333 pts            | Takashi Kiyokawa Japon              | 6706 pts            | Ibrahim Nasser Al-Matrooshi Émirats arabes unis | 6186 pts            |
| Records et Performances - AR : Record continental (area record) - CR : Record des championnats (championship record) - MR : Record du meeting (meet record) - NR : Record national (national record) - OR : Record olympique (olympic record) - PR : Record paralympique (paralympic record) - PB : Record personnel (personal best) - SB : Meilleure performance personnelle de la saison (season's best) - WL : Meilleure performance mondiale de l'année (world leader) - WJR : Record du monde junior (world junior record) - WR : Record du monde (world record) Circonstances et Conditions - DNF : N'a pas terminé (did not finish) - DNS : N'a pas pris le départ (did not start) - DQ : Disqualification (disqualification) - NM : Aucun essai valable enregistré (No Mark) - Q : Qualifié « directement » au prochain tour (ou à la prochaine compétition), lors d'une compétition majeure, grâce au classement ou à la réalisation des minima (automatic qualifier) - q : Qualifié au prochain tour (ou à la prochaine compétition), lors d'une compétition majeure, grâce au repêchage ou à la réalisation de l'une des meilleures performances parmi celles des « non qualifiés directement » (grâce au meilleur temps ou à la meilleure distance par exemple) (secondary qualifier) |                                       |                     |                                     |                     |                                                 |                     |

### Femmes
| Event | Or                                  | Or               | Argent                          | Argent           | Bronze                              | Bronze           |
| --- | ----------------------------------- | ---------------- | ------------------------------- | ---------------- | ----------------------------------- | ---------------- |
| 100 m | Cui Dangfeng Chine                  | 11 s 36          | Susanthika Jayasinghe Sri Lanka | 11 s 37          | Viktoriya Tokonbayeva Kazakhstan    | 11 s 49          |
| 200 m | Susanthika Jayasinghe Sri Lanka     | 23 s 00          | Chen Yanchun Chine              | 23 s 80          | Svetlana Bodritskaya Kazakhstan     | 24 s 20          |
| 400 m | Zhang Henyung Chine                 | 52 s 06          | Li Jing Chine                   | 52 s 33          | Shiny Wilson Inde                   | 53 s 69          |
| 800 m | Jyotirmoy Sikdar Inde               | 2 min 06 s 75    | Kumiko Okamoto Japon            | 2 min 07 s 28    | Shiny Wilson Inde                   | 2 min 07 s 45    |
| 1500 m | Kumiko Okamoto Japon                | 4 min 18 s 69    | Zhang Jian Chine                | 4 min 19 s 87    | Wang Qingfen Chine                  | 4 min 21 s 99    |
| 5000 m | Wang Junxia Chine                   | 15 min 25 s 65   | Tri Asih Handayani Indonésie    | 16 min 39 s 78   | Maisaa Hussein Irak                 | 16 min 42 s 01   |
| 10 000 m | Wang Junxia Chine                   | 33 min 58 s 49   | Tri Asih Handayani Indonésie    | 35 min 45 s 07   | Maisaa Hussein Irak                 | 35 min 51 s 76   |
| 100 m haies | Sriyani Kulawansa Sri Lanka         | 13 s 29          | Zhang Yu Chine                  | 13 s 44          | Hsu Hsiu-Ying Modèle:Taïpei chinois | 13 s 58          |
| 400 m haies | Hsu Pei-Ching Modèle:Taïpei chinois | 56 s 99          | Reawadee Watanasin Thaïlande    | 57 s 98          | Natalya Torshina Kazakhstan         | 58 s 88          |
| 10 km marche | Feng Haixia Chine                   | 45 min 58 s 76 t | Wang Liping Chine               | 46 min 19 s 83 t | Yuka Kamioka Japon                  | 46 min 36 s 39 t |
| 4 × 100 m | Chine                               | 44 s 27          | Kazakhstan                      | 44 s 69          | Thaïlande                           | 44 s 82          |
| 4 × 400 m | Chine                               | 3 min 32 s 73    | Inde                            | 3 min 33 s 43    | Thaïlande                           | 3 min 41 s 50    |
| Saut en hauteur | Svetlana Zalevskaya Kazakhstan      | 1,89 m           | Miki Imai Japon                 | 1,89 m           | Jaruwan Jenjudkarn Thaïlande        | 1,86 m           |
| Saut en longueur | Yelena Pershina Kazakhstan          | 6,50 m           | Yao Weili Chine                 | 6,47 m           | Elma Muros Philippines              | 6,37 m           |
| Triple saut | Ren Ruiping Chine                   | 13,99 m          | Wu Lingmei Chine                | 13,81 m          | Yelena Pershina Kazakhstan          | 13,17 m          |
| Lancer du poids | Sui Xinmei Chine                    | 18,87 m          | Zhang Zhiying Chine             | 17,58 m          | Yelena Baltabayeva Kazakhstan       | 16,07 m          |
| Lancer du disque | Li Qiumei Chine                     | 58,26 m          | Park Kyung-Hee Corée du Sud     | 48,04 m          | Swaranjeet Kaur Inde                | 47,50 m          |
| Lancer du javelot | Li Lei Chine                        | 60,48 m          | Lee Young-Sun Corée du Sud      | 58,68 m          | Ha Xiaoyan Chine                    | 55,80 m          |
| Heptathlon | Svetlana Kazanina Kazakhstan        | 5728 pts         | Liu Bo Chine                    | 5516 pts         | Rumiko Ubukata Japon                | 5395 pts         |
| Records et Performances - AR : Record continental (area record) - CR : Record des championnats (championship record) - MR : Record du meeting (meet record) - NR : Record national (national record) - OR : Record olympique (olympic record) - PR : Record paralympique (paralympic record) - PB : Record personnel (personal best) - SB : Meilleure performance personnelle de la saison (season's best) - WL : Meilleure performance mondiale de l'année (world leader) - WJR : Record du monde junior (world junior record) - WR : Record du monde (world record) Circonstances et Conditions - DNF : N'a pas terminé (did not finish) - DNS : N'a pas pris le départ (did not start) - DQ : Disqualification (disqualification) - NM : Aucun essai valable enregistré (No Mark) - Q : Qualifié « directement » au prochain tour (ou à la prochaine compétition), lors d'une compétition majeure, grâce au classement ou à la réalisation des minima (automatic qualifier) - q : Qualifié au prochain tour (ou à la prochaine compétition), lors d'une compétition majeure, grâce au repêchage ou à la réalisation de l'une des meilleures performances parmi celles des « non qualifiés directement » (grâce au meilleur temps ou à la meilleure distance par exemple) (secondary qualifier) |                                     |                  |                                 |                  |                                     |                  |

## Tableau des médailles
| Rang | Nation                                      | Or | Argent | Bronze | Total |
| ---- | ------------------------------------------- | -- | ------ | ------ | ----- |
| 1    | Drapeau de la République populaire de Chine | 20 | 13     | 4      | 37    |
| 2    | Drapeau du Qatar                            | 5  | 2      | 4      | 11    |
| 3    | Drapeau du Japon                            | 3  | 7      | 5      | 15    |
| 4    | Drapeau du Kazakhstan                       | 3  | 3      | 5      | 11    |
| 5    | Drapeau de la Corée du Sud                  | 2  | 4      | 1      | 7     |
| 6    | Drapeau du Sri Lanka                        | 2  | 1      | 2      | 5     |
| 7    | Drapeau de l'Arabie saoudite                | 2  | 0      | 0      | 2     |
| 8    | Drapeau de l'Inde                           | 1  | 1      | 4      | 6     |
| 9    | Drapeau du Taipei chinois                   | 1  | 1      | 1      | 3     |
| 10   | Drapeau du Turkménistan                     | 1  | 1      | 0      | 2     |
| 11   | Drapeau de Bahreïn                          | 1  | 0      | 0      | 1     |
| 12   | Drapeau de l'Ouzbékistan                    | 0  | 3      | 3      | 6     |
| 13   | Drapeau de la Thaïlande                     | 0  | 2      | 3      | 5     |
| 14   | Drapeau de l'Indonésie                      | 0  | 2      | 0      | 2     |
| 15   | Drapeau de l'Azerbaïdjan                    | 0  | 1      | 1      | 2     |
| 16   | Drapeau de la Malaisie                      | 0  | 0      | 3      | 3     |
| 17   | Drapeau de l'Irak                           | 0  | 0      | 2      | 2     |
| 18   | Drapeau des Émirats arabes unis             | 0  | 0      | 1      | 1     |
| 18   | Drapeau de l'Iran                           | 0  | 0      | 1      | 1     |
| 18   | Drapeau des Philippines                     | 0  | 0      | 1      | 1     |